# Přemysl de Ploeger
Přemysl de Ploeger (Tsjechisch Přemysl Oráč, 694, Stadice - 745) is de mythische voorouder van de Přemysliden-dynastie van hertogen en koningen die in Bohemen regeerde van 873 tot de moord op Wenceslaus III in 1306.
Přemysl was volgens de legende een boer uit het dorp Stadice. Hij zou getrouwd zijn met Libuše, de dochter van Kork, die regeerde over Bohemen. Libuše geldt als de stichtster van Praag.
Přemysl en Libuse hadden drie zonen: Nezamysl (de erfopvolger), Rabdobyl en Liodomir.